# Pineuilh
Pineuilh ist eine französische Gemeinde mit 4.447 Einwohnern (Stand: 1. Januar 2022) im Département Gironde in der Region Nouvelle-Aquitaine. Sie gehört zum Arrondissement Libourne und zum Kanton Le Réolais et Les Bastides. Die Einwohner werden Pineuilhais genannt.

## Geografie
Pineuilh liegt etwa 16 Kilometer westlich von Bergerac. Die Dordogne begrenzt die Gemeinde im Westen und bildet die Grenze zum Département Dordogne. Umgeben wird Pineuilh von den Nachbargemeinden Port-Sainte-Foy-et-Ponchapt im Nordwesten und Norden, Sainte-Foy-la-Grande im Norden, Saint-Avit-Saint-Nazaire im Nordosten und Osten, Saint-Philippe-du-Seignal im Osten, Ligueux im Südosten, La Roquille im Süden sowie Saint-André-et-Appelles im Südwesten und Westen.

## Bevölkerungsentwicklung
| Jahr                       | 1962 | 1968 | 1975 | 1982 | 1990 | 1999 | 2008 | 2020 |
| Einwohner                  | 2514 | 3057 | 3493 | 3542 | 3512 | 3645 | 4195 | 4421 |
| Quellen: Cassini und INSEE |      |      |      |      |      |      |      |      |

## Sehenswürdigkeiten
- Kirche Saint-Martin aus dem 16. Jahrhundert
- Mühle von Les Bournets

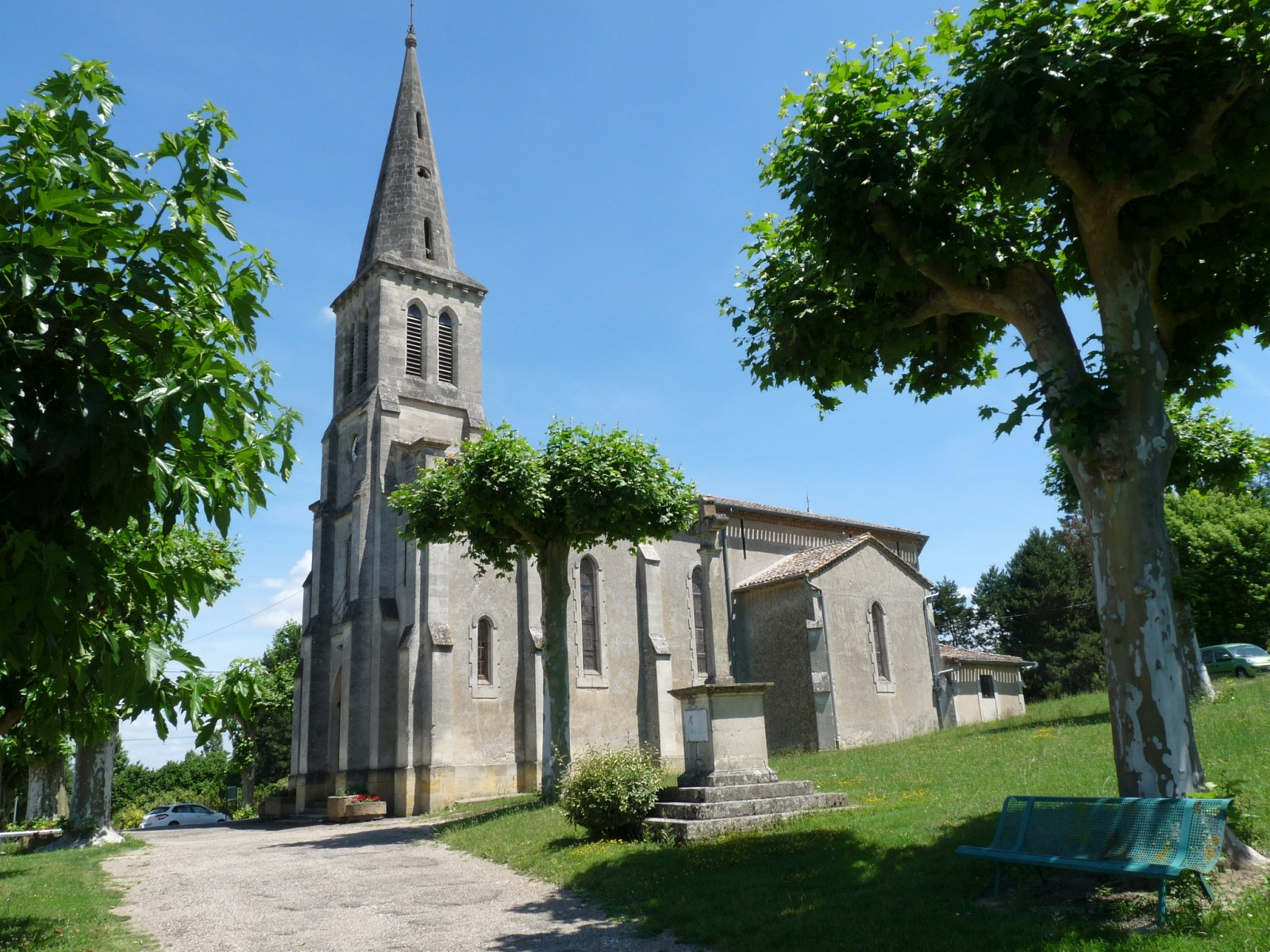
Kirche Saint-Martin
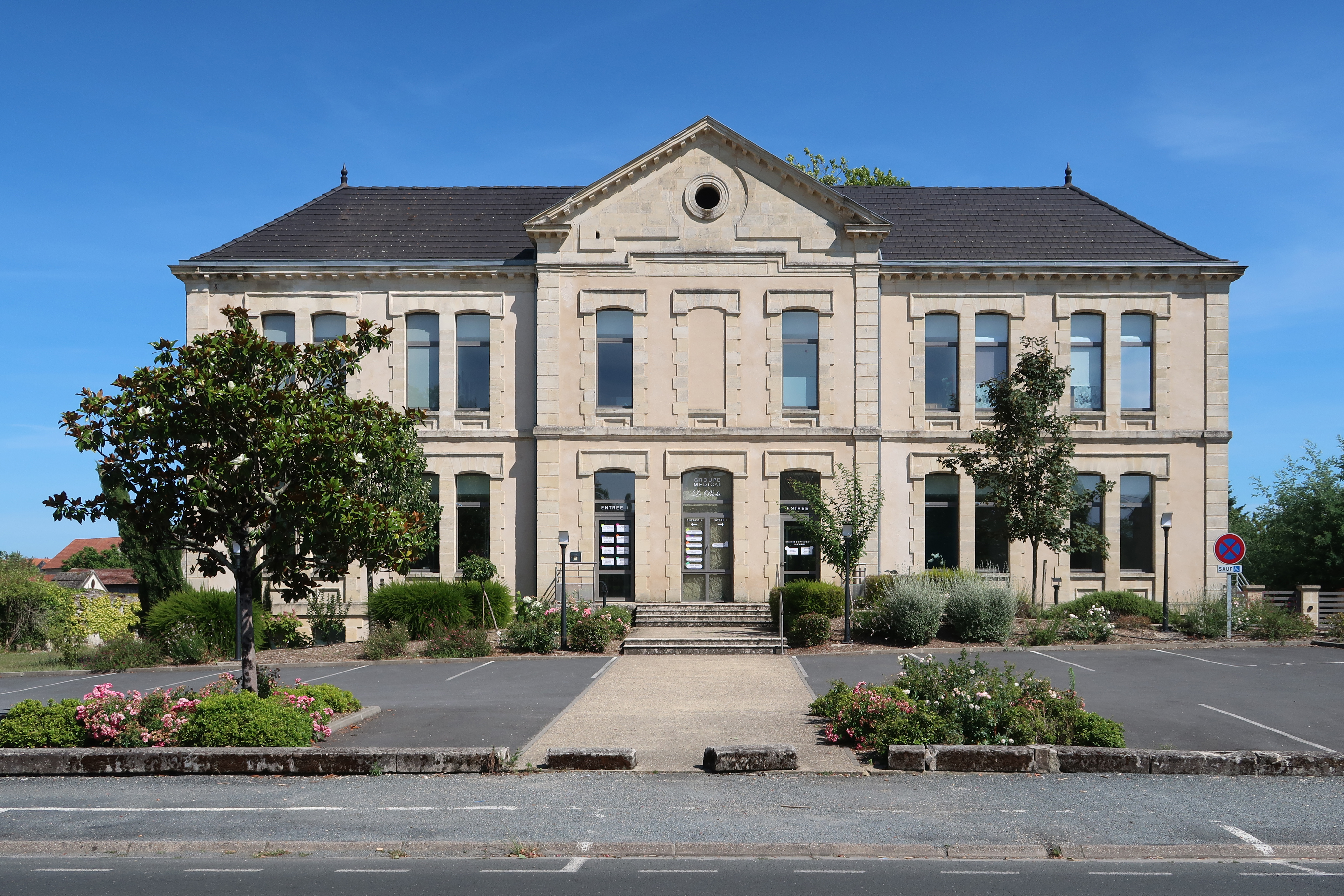
Ehemaliges Mädchengymnasium von Sainte-Foy-la-Grande

## Persönlichkeiten
- Pierre-Raymond Villemiane (* 1951), Radrennfahrer